# Lukáš Lacko
Lukáš Lacko (født 3. november 1987 i Piešťany, Tjekkoslovakiet) er en professionel tennisspiller fra Slovakiet.